# Ластнич
Ластнич (словен. Lastnič) — поселення в общині Подчетртек, Савинський регіон, Словенія. Висота над рівнем моря: 251,9 м.